# Gli incubi di Dario Argento
Gli incubi di Dario Argento è una serie creata da Dario Argento per Giallo, programma del palinsesto della Rai a cura di Enzo Tortora.

## Struttura
Si tratta di miniclip, ognuna delle quali dura 3 minuti circa.
La clip inizia con un'introduzione di Dario Argento, che riassume la situazione in cui si trova il protagonista. Il cortometraggio vero e proprio viene a volte interrotto dallo stesso regista, per spiegare le scene di raccordo tra una situazione e l'altra.
Notevoli per la fotografia, le clip utilizzavano con efficacia parti della colonna sonora di vari film argentiani, come Phenomena e L'uccello dalle piume di cristallo.

## Episodi

### La finestra sul cortile
Un ragazzo, che sta guardando in tv il film omonimo di Hitchcock, assiste, dalla finestra, a un omicidio nel palazzo di fronte. Dopo aver deciso di andare a controllare, mentre sale le scale viene assalito dai serpenti. La polizia arriva presumendo che il ragazzo sia il colpevoleː mentre viene portato via, lui ride istericamente pensando a come si sono svolti gli eventi.

### Riti notturni
Una giovane coppia assume una colf di colore ed una sua amica. Le due fanno parte di una setta voodoo, che si riunisce nella casa e uccide e sbrana i due sposini, riponendone i resti nel frigo.

### Il verme
Una bella teenager ascolta, al telegiornale, di una malattia felina contagiosa anche per l'uomo, con pustole purulente che sprigionano vermi. Il suo gatto ne è affetto e lei si spoglia davanti allo specchio per controllare di non avere pustole. Quando sembra tranquilla, ne vede una nell’occhio, che esplode, liberando il verme e lei si pugnala nell’occhio per ucciderlo.

### Amare e morire
Una ragazza viene violentata da un uomo incappucciato. In preda ai sospetti, il giorno dopo seduce tre loschi tipi, tra i quali è sicura di trovare lo stupratore. Una volta assicuratasene, accoltella il terzo uomo al collo, lasciandosi colare il sangue sul viso.

### Nostalgia punk
Si tratta dell'episodio più controverso, talmente gore che fece gridare allo scandalo e costrinse la RAI a imporre ad Argento di limitarsi.
La storia racconta di una ragazza che, insoddisfatta di un consulto, caccia via una chiromante in malo modo. Questa, per vendetta, trasformava l’acqua che la ragazza beveva in un veleno letteralmente torcibudella: tutto questo spingeva ad un esplosivo finale, in cui la protagonista sputa sangue e vari liquidi corporei prima di aprirsi la pancia ed estrarre le proprie interiora.

### La strega
Un uomo organizza un gioco, detto "della strega", per il compleanno della figlia Cinzia: passerà oggetti misteriosi ai bambini, che al buio dovranno indovinare di cosa si tratta. Prima passa una forcina, poi un piede e, infine, la testa della figlia, fatta a pezzi in quel momento. Il padre mostra il coltello insanguinato e ride con la voce di Vincent Price in Thriller di Michael Jackson.

### Addormentarsi
Lino non riesce ad addormentarsi perché il suo cane abbaia: strane ombre si muovono sul soffitto, finché un coltello prende l'uomo al collo. Lui, tuttavia, non muore: la sua bocca si allarga, si trasforma e, in soggettiva dall’interno, l’uomo divora il cane.

### Sammy
Sammy è una bambina che rimane sola in casa la notte di Nataleː ad un certo punto, sente strani rumori e vede minacciose ombre, ma si tratta solo di Babbo Natale. Ma dietro la maschera Babbo Natale rivela un volto da alieno.

### L'incubo di chi voleva interpretare "l'incubo" di Dario Argento
Il giovane Enrico, potenziale attore per un "incubo" di Argento, non viene ricevuto dal regista. Il ragazzo è, quindi, costretto a pernottare in un'inquietante pensione a basso costo, dove rischia violenze e morte per mano di sinistri personaggi. Alla fine, però, lo stesso regista irrompe su quello che è un set costruito per mettere in scena un ennesimo minifilm.